# Hausmeister Krause – Ordnung muss sein/Episodenliste

Logo von "Hausmeister Krause"

Diese Episodenliste enthält alle Episoden der deutschen Comedy-Fernsehserie Hausmeister Krause – Ordnung muss sein sortiert nach der deutschen Erstausstrahlung. Die Fernsehserie umfasst 8 Staffeln mit 80 Episoden.

## Übersicht
| Staffel | Episodenanzahl | Erstausstrahlung | Erstausstrahlung  |
| Staffel | Episodenanzahl | Staffelpremiere  | Staffelfinale     |
| ------- | -------------- | ---------------- | ----------------- |
| 1       | 13             | 18. Januar 1999  | 26. April 1999    |
| 2       | 15             | 9. Februar 2001  | 15. März 2002     |
| 3       | 8              | 28. Februar 2003 | 25. April 2003    |
| 4       | 8              | 16. Januar 2004  | 5. März 2004      |
| 5       | 8              | 20. Mai 2005     | 22. Juli 2005     |
| 6       | 10             | 19. Mai 2006     | 25. August 2006   |
| 7       | 10             | 26. Januar 2007  | 30. März 2007     |
| 8       | 8              | 15. Juli 2010    | 2. September 2010 |

## Staffel 1
| Nr. (ges.) | Nr. (St.) | Originaltitel           | Erstausstrahlung D |
| ---------- | --------- | ----------------------- | ------------------ |
| 1          | 1         | Der Hochzeitstag        | 18. Jan. 1999      |
| 2          | 2         | Der böse Nachbar        | 25. Jan. 1999      |
| 3          | 3         | Die Hundebescherung     | 1. Feb. 1999       |
| 4          | 4         | Die Notoperation        | 8. Feb. 1999       |
| 5          | 5         | Die Ratte               | 15. Feb. 1999      |
| 6          | 6         | Das Kommandounternehmen | 22. Feb. 1999      |
| 7          | 7         | Der falsche Dackel      | 1. März 1999       |
| 8          | 8         | Die Goldlawine (1)      | 8. März 1999       |
| 9          | 9         | Die Goldlawine (2)      | 15. März 1999      |
| 10         | 10        | Der Sittenstrolch       | 22. März 1999      |
| 11         | 11        | Die Erbtante            | 29. März 1999      |
| 12         | 12        | Der Sündenfall          | 19. Apr. 1999      |
| 13         | 13        | Der Einbruch            | 26. Apr. 1999      |

## Staffel 2
| Nr. (ges.) | Nr. (St.) | Originaltitel          | Erstausstrahlung D |
| ---------- | --------- | ---------------------- | ------------------ |
| 14         | 1         | Carmen ist schwanger   | 9. Feb. 2001       |
| 15         | 2         | Dackel kross süß-sauer | 16. Feb. 2001      |
| 16         | 3         | Der Karnevals-Coup     | 23. Feb. 2001      |
| 17         | 4         | Der Verräter           | 2. März 2001       |
| 18         | 5         | Sex                    | 9. März 2001       |
| 19         | 6         | Ein Trauerfall         | 16. März 2001      |
| 20         | 7         | Die Swingerparty       | 18. Jan. 2002      |
| 21         | 8         | Carmen zieht aus       | 25. Jan. 2002      |
| 22         | 9         | Der falsche Krause     | 1. Feb. 2002       |
| 23         | 10        | Geiseln ohne Gnade     | 8. Feb. 2002       |
| 24         | 11        | Schwule Attacke        | 15. Feb. 2002      |
| 25         | 12        | Killervirus            | 22. Feb. 2002      |
| 26         | 13        | Mord!                  | 1. März 2002       |
| 27         | 14        | Der Rivale             | 8. März 2002       |
| 28         | 15        | Magische Pilze         | 15. März 2002      |

## Staffel 3
| Nr. (ges.) | Nr. (St.) | Originaltitel            | Erstausstrahlung D |
| ---------- | --------- | ------------------------ | ------------------ |
| 29         | 1         | Tommie wird beschnitten  | 28. Feb. 2003      |
| 30         | 2         | Seitensprung             | 7. März 2003       |
| 31         | 3         | Ein Baby für die Krauses | 14. März 2003      |
| 32         | 4         | Onkel Eddy               | 21. März 2003      |
| 33         | 5         | ... wie die Wölfe        | 28. März 2003      |
| 34         | 6         | Sylvester                | 4. Apr. 2003       |
| 35         | 7         | Die Tochter des Chefs    | 11. Apr. 2003      |
| 36         | 8         | Dieter stirbt            | 25. Apr. 2003      |

## Staffel 4
| Nr. (ges.) | Nr. (St.) | Originaltitel          | Erstausstrahlung D |
| ---------- | --------- | ---------------------- | ------------------ |
| 37         | 1         | Traumhochzeit          | 16. Jan. 2004      |
| 38         | 2         | Der Zorn der Gerechten | 23. Jan. 2004      |
| 39         | 3         | Ist Tommie schwul?     | 30. Jan. 2004      |
| 40         | 4         | Die Sexmaschine        | 6. Feb. 2004       |
| 41         | 5         | Valentinstag           | 13. Feb. 2004      |
| 42         | 6         | Der andere Dieter      | 20. Feb. 2004      |
| 43         | 7         | Das Superweib          | 27. Feb. 2004      |
| 44         | 8         | Ein Ende mit Schrecken | 5. März 2004       |

## Staffel 5
| Nr. (ges.) | Nr. (St.) | Originaltitel       | Erstausstrahlung D |
| ---------- | --------- | ------------------- | ------------------ |
| 45         | 1         | Der Grizzly         | 20. Mai 2005       |
| 46         | 2         | Scheintot           | 27. Mai 2005       |
| 47         | 3         | Der Richtstuhl      | 3. Juni 2005       |
| 48         | 4         | Dötzi, der Urdackel | 10. Juni 2005      |
| 49         | 5         | Der Pate            | 1. Juli 2005       |
| 50         | 6         | Der Killer-Komet    | 8. Juli 2005       |
| 51         | 7         | Tanz der Teufel     | 15. Juli 2005      |
| 52         | 8         | Samenraub           | 22. Juli 2005      |

## Staffel 6
| Nr. (ges.) | Nr. (St.) | Originaltitel                   | Erstausstrahlung D |
| ---------- | --------- | ------------------------------- | ------------------ |
| 53         | 1         | Der Schwiegermutter-Mord        | 19. Mai 2006       |
| 54         | 2         | Junge Frau mit großen Problemen | 19. Mai 2006       |
| 55         | 3         | Dieter ist blind                | 26. Mai 2006       |
| 56         | 4         | Das Wunder                      | 26. Mai 2006       |
| 57         | 5         | Tommie wird Vater               | 2. Juni 2006       |
| 58         | 6         | Das Manga Girl                  | 2. Juni 2006       |
| 59         | 7         | Der Feind aus Frankfurt         | 4. Aug. 2006       |
| 60         | 8         | Tommie wird verheizt            | 11. Aug. 2006      |
| 61         | 9         | Krause gegen Krause             | 18. Aug. 2006      |
| 62         | 10        | Susi Gnadenlos                  | 25. Aug. 2006      |

## Staffel 7
| Nr. (ges.) | Nr. (St.) | Originaltitel                | Erstausstrahlung D |
| ---------- | --------- | ---------------------------- | ------------------ |
| 63         | 1         | Frau wider Willen            | 26. Jan. 2007      |
| 64         | 2         | Die Jungfrau                 | 2. Feb. 2007       |
| 65         | 3         | Ein unmoralisches Angebot    | 9. Feb. 2007       |
| 66         | 4         | Der Untergang                | 16. Feb. 2007      |
| 67         | 5         | Schell bei Michelle          | 23. Feb. 2007      |
| 68         | 6         | Die Wiedergeburt             | 2. März 2007       |
| 69         | 7         | Onkel, willst Du ewig leben? | 9. März 2007       |
| 70         | 8         | Deutschland – Holland        | 16. März 2007      |
| 71         | 9         | Bodo hat die Schnauze voll   | 23. März 2007      |
| 72         | 10        | Romeo und Julia              | 30. März 2007      |

## Staffel 8
| Nr. (ges.) | Nr. (St.) | Originaltitel                       | Erstausstrahlung D |
| ---------- | --------- | ----------------------------------- | ------------------ |
| 73         | 1         | Carmen will ein Baby                | 15. Juli 2010      |
| 74         | 2         | Die Kanzlerin kommt                 | 22. Juli 2010      |
| 75         | 3         | Dieter Balboa – Eine Frage der Ehre | 29. Juli 2010      |
| 76         | 4         | Der Triebtäter                      | 5. Aug. 2010       |
| 77         | 5         | Das Luder                           | 12. Aug. 2010      |
| 78         | 6         | Man lebt nur zweimal                | 19. Aug. 2010      |
| 79         | 7         | Voll die Bescherung!                | 26. Aug. 2010      |
| 80         | 8         | Das Ende                            | 2. Sep. 2010       |